# Джол-Колот
Джол-Колот (кирг. Жол-Колот) — село в Ак-Суйском районе Иссык-Кульской области Кыргызстана. Входит в состав Октябрьского аильного округа. Код СОАТЕ — 41702 205 832 02 0.

## Население
По данным переписи 2009 года, в селе проживало 2210 человек.